# Sitio de Gerona (1711)
El asedio de Gerona fue uno de los últimos episodios de la Guerra de Sucesión Española. Se desarrolló entre finales de 1710 y principios de 1711 y culminó con la toma de la ciudad, que se mantenía fiel a la causa del archiduque Carlos, por parte de un ejército francés.

## Situación previa
Durante la Guerra de Sucesión Española, Francia había luchado del lado de Felipe V, el nieto del entonces monarca francés Luis XIV.
En 1709, al encontrarse al borde del colapso militar y económico, el "Rey Sol" se vio obligado a buscar la paz. Pero las inaceptables condiciones que exigían los representantes de la Gran Alianza, que incluso querían que luchase contra su nieto, hizo imposible llegar a un acuerdo.
Ante este panorama Luis XIV, mediante levas forzosas, levantó un nuevo ejército que dividió entre todos los frentes: Claude Louis Hector de Villars en el frente continental, y Luis José de Vendôme y Adrien Maurice de Noailles en el frente peninsular, en auxilio de su nieto Felipe V.
Desde ese momento Francia consiguió numerosos éxitos militares: en el frente continental, el duque de Villars logró una victoria decisiva en la Batalla de Denain, y en el peninsular, Vendôme salió victorioso en las batallas de Brihuega y Villaviciosa.

### Noailles
Vendôme y Felipe V trazaron la nueva estrategia: Alexandre Maître de Bay defendería la frontera con Portugal, Noailles asediaría Cataluña, cruzando los Pirineos por el Rosellón, mientras Vendôme se ocuparía de la defensa de la península.
Noailles, pues, se lanzó a la invasión del norte de Cataluña, que finalizaría definitivamente con la caída de la ciudad de Gerona.

## El asedio
La previa contraofensiva austracista de 1710 había dejado Cataluña con un contingente militar insuficiente, que fue incapaz de detener la ofensiva sobre el norte catalán. Por tanto, las tropas francesas, comandadas por Noailles, llegaron a la ciudad de Gerona.
La ciudad fue asediada a mediados de diciembre de 1710, y el 29 de diciembre ya capitulaba el Castillo de Montjuïc de Gerona (al norte), hecho que permitió a Noailles emplazar sus baterías en el Puig d'en Roca, desde donde bombardeó la ciudad, ataque solo parado por las fuertes lluvias y la crecida del río Oñar, del 9 al 12 de enero, que inmovilizó a las tropas francesas. La ciudad capituló el 14 de enero de 1711 y el día 25 fueron firmadas las capitulaciones, por las que los ciudadanos que habían sido movilizados no serían castigados. La ciudad sufriría un nuevo asedio, por parte de los austracistas, entre abril y diciembre de 1712. Fracasando en el intento de tomar la ciudad. 

## Consecuencias
Con la capitulación de Gerona la resistencia catalana a las tropas de Felipe V quedaba reducida a las plazas de Cardona, Castellciutat y Barcelona. Tras reunirse los brazos generales, se decidió continuar con la lucha en defensa propia. En marzo de 1713 las tropas de Felipe V, dirigidas por el duque de Berwick, iniciaban el asedio de Barcelona. 